# Элсуорт, Линкольн
Ли́нкольн Э́лсуорт (также Э́ллсворт или Э́лсуэрт) (англ. Lincoln Ellsworth; 12 мая 1880 — 26 мая 1951) — американский бизнесмен и полярный исследователь.

## Биография
Унаследовал семейный бизнес — угольные шахты. В 1917 г. предлагал свои услуги Руалю Амундсену при снаряжении экспедиции на «Мод», но не вошёл в состав команды.
В 1925 г. стал главным спонсором экспедиции Амундсена по достижению Северного полюса на самолёте, стартующего со Шпицбергена. Бюджет экспедиции составил 100 тыс. долл. В полёте участвовало два гидросамолёта, но пришлось совершить вынужденную посадку на лёд в 150 км от полюса, причём один аппарат разбился. Амундсен, Элсуорт и их спутники за 24 дня вручную расчистили взлётную полосу (у них были только ножи и сапёрная лопатка) и смогли взлететь, благополучно возвратившись на Шпицберген.
В 1926 г. Элсуорт участвовал в перелёте дирижабля конструкции Нобиле «Norge» от Шпицбергена до Аляски под командованием Амундсена. Над полюсом они были 12 мая на высоте около 600 м. Именно Элсуорту было поручено сбросить на полюс флаги Норвегии и США. В ходе этой экспедиции Амундсен и Вистинг стали первыми людьми, посетившими оба географических полюса планеты.
Экспедиция на дирижабле «Norge» должна была стать первым в истории пролётом над Северным Полюсом. Однако их опередили Ричард Бэрд и Флойд Беннет. Впоследствии утверждение Берда о первенстве было поставлено под сомнение. Сам Амундсен утверждал, что никакого соперничества не было и его замысел имел иной характер, а именно перелет на другой материк через Северный полюс.
В 1933—1939 гг. Элсуорт финансировал и возглавлял четыре экспедиции в Антарктику. 23 ноября 1935 г. во время трансарктического перелёта с острова Данди на Шельфовый ледник Росса он открыл цепь гор, названных его именем — это часть Трансантарктического хребта.

## Признание
- В 1928 году Элсуорт был награждён высшей наградой США — Золотой медалью Конгресса.
- Его имя носят горная цепь Элсуэрт в Антарктиде и подлёдное озеро Элсуэрта в Антарктиде.